# Oog in oog - Live in Ahoy
Oog in oog - Live in Ahoy is een album van BLØF uit 2001, Het album is opgenomen tijdens het concert in Rotterdam Ahoy op 15 januari 2001, en verscheen in juni dat jaar. Het album, dat bedoeld was als eerbetoon aan het verongelukte bandlid Chris Götte, was enkel via het internet te verkrijgen, de opbrengst ging naar War Child.

## Nummers
Bandleden:

Paskal Jakobsen · Peter Slager · Bas Kennis · Norman Bonink (voormalig: Henk Tjoonk, Chris Götte)

Discografie: